# خوان موريلو
خوان موريلو (بالإسبانية: Juan Murillo)‏ هو دراج فنزويلي، ولد في 1 أغسطس 1982.

## وصلات خارجية
- خوان موريلو على موقع أرشيف الدراجات (الإنجليزية)
- خوان موريلو على موقع إحصائيات الدراجات الإحترافية (الإنجليزية)
- خوان موريلو على موقع نسبة الدراجات (الإنجليزية)